# Lycopodium
Lycopodium é um género de plantas pertencente à família Lycopodiaceae.
Possui propriedades medicinais, sendo utilizado em tratamentos homeopáticos. 